# La Motte, Neuchâtel
La Motte är en kulle i Schweiz. Den ligger i kantonen Neuchâtel, i den västra delen av landet, 50 km väster om huvudstaden Bern. Toppen på La Motte är 1 274 meter över havet.